# Ivaana Holm
Ivaana Augusta Ottosen Holm (* 16. Juli 1990 auf Grönland) ist eine grönländische Handballspielerin, die für die grönländische Nationalmannschaft aufläuft.

## Karriere
Holm spielte beim grönländischen Verein K-33 Qaqortoq und schloss sich im Jahr 2010 GSS Nuuk an. Mit GSS gewann sie 2024 die grönländische Meisterschaft.
Holm lief für die grönländische Juniorinnennationalmannschaft auf. Mit der grönländischen A-Nationalmannschaft belegte sie bei der nordamerikanischen und karibischen Meisterschaft 2021 den zweiten Platz. Holm erzielte im Turnierverlauf zehn Treffer und wurde am Turnierende in das All-Star-Team gewählt. Bei der nächsten Austragung der nordamerikanischen und karibischen Meisterschaft im Jahr 2023 gewann sie den Wettbewerb. In fünf Turnierspielen steuerte sie sieben Treffer zum Turniersieg bei. Holm führte die grönländische Auswahl bei der Weltmeisterschaft 2023 als Kapitänin auf das Spielfeld.

## Sonstiges
Holm ist beruflich als Gymnasiallehrerin tätig.